# Comiket
Comiket (コミケット Komiketto?), även känd som Comic Market (コミックマーケット Komikku Māketto?), är världens största mässa för seriefanzin, som hålls två gånger årligen i Tokyo, Japan. Den första Comiket ägde rum den 21 december 1975 med blott omkring 32 deltagande cirklar och uppskattningsvis 600 deltagare. Deltagandet har sen dess ökat till över en halv miljon personer. Den är en gräsrotsföreteelse, en GDS-ansträngning för att sälja dōjinshi, japanska arbeten som man själv publicerat.  Eftersom föremål som säljs på Comiket blir mycket sällsynta, då dōjinshi sällan återtrycks, kan vissa objekt som sålts på Comiket hittas i affärer eller på Internet till priser upp till tio gånger objektets ursprungliga pris.